# 龍郷町立龍北中学校
龍郷町立龍北中学校（たつごうちょうりつりゅうほくちゅうがっこう）は、鹿児島県大島郡龍郷町嘉渡にある町立中学校である。
2006年（平成18年）5月1日時点の生徒数は30名であり、各学年1学級だった。

## 校則
かつて男子の頭髪は、鹿児島県内及び大島郡内の公立中学校同様に、丸刈り（坊主）が強制されていた。しかし1993年3月、鹿児島市内の公立中でもまだ丸刈りが強制されていた時期に、龍北中学校では男子の長髪を許可して丸刈り校則を廃止した。瀬戸内町などの公立中学校が校則による強制を廃止するまで、奄美（大島郡）の公立中では龍北中学校のみ、男子の長髪が校則により許可されていた。